# Peach Fuzz
Peach Fuzz är en amerikansk tecknad serie, en pseudomanga av Lindsay Cibos och Jared Hodges, som första gången utgavs 11 januari 2005 av serieförlaget Tokyopop. Peach Fuzz var från början en kort 17-sidorsnovell i Tokyopops andra Rising Stars of Manga-tävling, vari den vann det stora priset (Grand Prize). De första volymen utkom 11 januari 2005, volym II den 10 oktober 2006 och volym III publicerades 11 december 2007. Serien trycks också i form av söndagsserieruta i söndagsbilagornas seriedel.
Peach Fuzz handlar om nioåringen Amanda Keller, som köper en iller vid namn Peach. Berättelsen drivs framåt av att Peach tror att hon är av kunglig börd och är inte så väldigt förtjust i att bli bortförd från sina undersåtar i djuraffären. Livet hemma hos den lilla flickan ska snart komma att ställas på ända av Hennes Illerhöghet Peach.